# G15

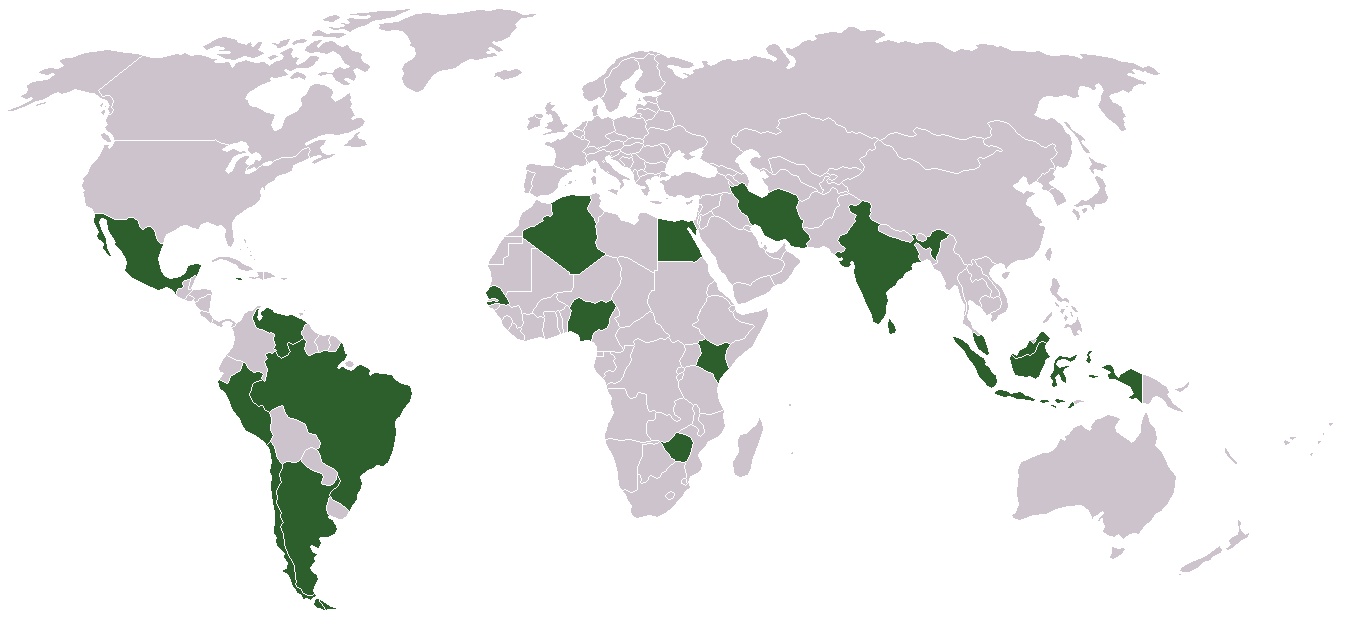
Các quốc gia thuộc G15.

Group of 15 (G-15) được thành lập tại hội nghị của phong trào không liên kết lần 9 ở Belgrade, Nam Tư vào tháng 9 năm 1989. Nó được thiết lập để cổ vũ cho sự hợp tác và làm đối trọng cho các tổ chức quốc tế khác, như là WTO và G8 của các quốc gia công nghiệp phát triển. Tổ chức này bao gồm các nước Mỹ Latin, châu Phi, và châu Á với mục đích chung duy nhất là phát triển nhanh và thịnh vượng. Trọng tâm là hợp tác giữa các nước đang phát triển trên các lĩnh vực đầu tư, thương mại, công nghệ. Có 18 nước là thành viên của tổ chức G15, nhưng tên gọi của nó vẫn chưa thay đổi, bao gồm: 
Algérie, Argentina, Brasil, Chile, Ai Cập, Ấn Độ, Indonesia, Iran, Jamaica, Kenya, Nigeria, Malaysia, México, Peru, Sénégal, Sri Lanka, Venezuela và Zimbabwe.
Iran là chủ tịch nhóm G-15 năm 2006 tại hội nghị của phong trào không liên kết ở La Habana, Cuba.